# Norton (Northamptonshire)
Norton is een civil parish in het district Daventry in Northamptonshire. Het ligt ongeveer 3 kilometer ten oosten van Daventry en 11 kilometer ten zuidoosten van Northampton. Norton heeft 363 inwoners (2001). De snelweg M1 en de autoweg A5 lopen langs de oostkant van het dorp.
Aan de oostkant van het dorp zijn de overblijfselen van een Romeinse vestiging, Bannaventa geheten. Bannaventa lag aan de Romeinse weg Watling Street. Het was mogelijk de geboorteplaats van de heilige Patricius (Saint Patrick), de beschermheilige van Ierland. Patricius noemde zijn geboorteplaats als Bannavem Taberniae, wat mogelijk een andere naam voor Bannaventa is.